# گاگیک هاروتیونیان
گاگیک گاروشی هاروتیونیان (Գագիկ Գարուշի Հարությունյան؛ زادهٔ ۲۳ مارس ۱۹۴۸) یک سیاست‌مدار اهل ارمنستان است. وی از ۲۲ نوامبر ۱۹۹۱ تا ۳۰ ژوئیه ۱۹۹۲ نخست‌وزیر ارمنستان بود. وی همچنین از تاریخ ۶ فوریه ۱۹۹۶ تا تاریخ ۱ مارس ۲۰۱۸ رئیس دادگاه قانون اساسی جمهوری ارمنستان نیز بود.